# Allincapac
Allincapac es una montaña del Perú. Tiene una altitud de 5.807 m s. n. m. Forma parte de la Cordillera de Carabaya en los Andes. Se encuentra en el distrito de Macusani, provincia de Carabaya, departamento de Puno, Perú. Allincapac es acompañada por las montañas Huayna Cápac y Chichi Cápac. Aquí se pueden apreciar nieves perpetuas, lagunas; y una gran cantidad de flora y fauna.
La montaña es considera un apu. Cada 21 de junio se celebra el Allin Cápac Raymi, o día del Campesino en los pies de la montaña.

## Toponimia
Proviene del quechua: allin, "bueno"; y de qhapaq, "principal," "poderoso."